# Callicrania vicentae
Callicrania vicentae is een rechtvleugelig insect uit de familie sabelsprinkhanen (Tettigoniidae). De wetenschappelijke naam van deze soort is voor het eerst voorgesteld door Joan Barat in een publicatie uit 2007.
De soort komt voor in Spanje.